# 坂口武之助
坂口 武之助（さかぐち たけのすけ、1867年9月21日（慶応3年8月24日） - 1937年（昭和12年）4月14日）は、大正時代から昭和初期の日本の商学者、教育者、税関鑑定官、立教大学商学部教授、立教大学予科部長。日本における商品学の泰斗。

## 人物・経歴
1867年（慶応3年）に壱岐国初山村初瀬浦（現・長崎県壱岐市）で生まれる。1882年（明治15年）長崎県立壱岐中学校に入学するが、廃校のため中退。その後柴田昌吉の柴田英語学校に入学し、1889年（明治22年）に卒業。
その後長崎税関に入り、税関鑑定官を務める。1912年（大正元年）10月21日には、日本の関税制度と清国へ輸出する物品に及ぼす影響の研究と、清国における価格取引の状況や外国品との競争状態、清国の関税の影響を調査する目的ため、清国への出張費及び交際費が国から坂口武之助と齋藤甲万三（税関鑑定官）の2名に支給されている。
1922年（大正11年）、立教大学に商学部が設置され、同学部教授に就任し、商品学と国税を担任した。この時、数学の大家である浅越金次郎（商船学校教授）も同学部教授に就き、商業数学を担った。
1925年（大正14年）には立教大学予科部長も務めた。
商品学、輸出入に関する著作が多く、日本における商品学の泰斗として活躍した。
昭和7年度（昭和8年／1933年3月末）をもって、岡倉由三郎、本荘季彦の2教授とともに定年となったため、立教大学での職務を辞することとなったが、3教授の留任を求める声が高まり、協議の結果、これまでの前例を破って教授職を辞しても講師として、これまでの講義を講じることとなった。
亡くなった2年後の1939年（昭和14年）には、市町村雑誌社から『坂口武之助君追悼録』が発刊されている。

## 主な著書
- 『本邦輸出入品詳解 第1編』東洋経済新報社 1922年
- 『本邦輸出入品詳解 第2編』東洋経済新報社 1919年-1924年
- 『高等商品学』三省堂 1925年
- 『商品学』千倉書房 1931年
- 『英和商品用語新辭典』（New English-Japanese dictionary of merchandise）太陽堂書店 1931年2月
- 『重要商品生産及輸出入統計』坂口武之助 編纂 三省堂 1931年
- 『最近高等商品学』三省堂 1931年
- 『商学全集 第37巻』千倉書房 1931年
- 『商学全集 第37巻』千倉書房 1939年